# Estadio Al Bayt
El Estadio Al Bayt (en inglés: Al Bayt Stadium; en árabe: استاد البيت) es un estadio de fútbol ubicado en la ciudad de Jor, Catar. Fue inaugurado el 30 de noviembre de 2021, y actualmente posee una capacidad para 68 895 espectadores. Fue una de las sedes de la Copa Mundial de Fútbol 2022 celebrada en el país. 
Su construcción inició en 2015 después de la demolición del antiguo estadio del club Al Khor SC. Su diseño está inspirado en las bayt al sha'ar, una tienda beduina utilizada históricamente por los nómadas de Catar y la región árabe en el desierto. Cuenta con más de 60 000 asientos para los aficionados, además de 1000 adicionales para integrantes de la prensa. De igual forma el estacionamiento cuenta con espacio para 6000 autos, 350 autobuses, y el ir y venir de 150 autobuses privados o públicos. Tiene conexión con el metro de Doha a través de la estación Lusail QNB, localizada a aproximadamente 15 minutos del recinto.

## Eventos

### Copa Mundial de Fútbol de 2022
Durante la Copa Mundial de la FIFA Catar 2022 albergo un total de 9 encuentros, incluida una de las semifinales.
| Fecha                   | Selección    | Resultado | Selección      | Fase             | Asistencia |
| ----------------------- | ------------ | --------- | -------------- | ---------------- | ---------- |
| 20 de noviembre de 2022 | Catar        | 0–2       | Ecuador        | Grupo A          | 67,372     |
| 23 de noviembre de 2022 | Marruecos    | 0–0       | Croacia        | Grupo F          | 59,407     |
| 25 de noviembre de 2022 | Inglaterra   | 0–0       | Estados Unidos | Grupo B          | 68,463     |
| 27 de noviembre de 2022 | España       | 1–1       | Alemania       | Grupo E          | 68,895     |
| 29 de noviembre de 2022 | Países Bajos | 2–0       | Catar          | Grupo A          | 66,784     |
| 1 de diciembre de 2022  | Costa Rica   | 2–4       | Alemania       | Grupo E          | 67,054     |
| 4 de diciembre de 2022  | Inglaterra   | 3–0       | Senegal        | Octavos de final | 65,985     |
| 10 de diciembre de 2022 | Inglaterra   | 1–2       | Francia        | Cuartos de final | 68,895     |
| 14 de diciembre de 2022 | Francia      | 2–0       | Marruecos      | Semifinales      | 68,294     |

### Copa Asiática 2024
El estadio albergó cuatro partidos de la Copa Asiática 2024.
| Fecha                | Equipo 1   | Resultado      | Equipo 2   | Ronda                 | Asistencia |
| -------------------- | ---------- | -------------- | ---------- | --------------------- | ---------- |
| 17 de enero de 2024  | Tayikistán | 0–1            | Catar      | Primera fase, Grupo A | 57,460     |
| 23 de enero de 2024  | Siria      | 1–0            | India      | Primera fase, Grupo B | 42,787     |
| 29 de enero de 2024  | Catar      | 2–1            | Palestina  | Octavos de final      | 63,753     |
| 3 de febrero de 2024 | Catar      | 0–0 (3-2 pen.) | Uzbekistán | Cuartos de final      | 58,791     |